# 托马斯·克赛纳基斯
托马斯·克赛纳基斯（希臘語：Θωμάς Ξενάκης，1875年3月30日—1942年7月7日），希腊男子竞技体操运动员。他曾获得1896年夏季奥运会体操比赛男子爬绳和团体双杠银牌。他于1942年在美国加利福尼亚州橙市去世。